# Маргарита Медічі
Маргарита Медічі (італ. Margherita de Medici; 21 травня 1612, Флоренція, велике герцогство Тоскани — 6 лютого 1679, Парма, герцогство Парми і П'яченци) — принцеса з дому Медічі, донька Козімо II, великого герцога Тосканського. У шлюбі — герцогиня Парми і П'яченци. Овдовівши, з 1646 по 1648 роки керувала герцогствами на правах регентки при неповнолітньому спадкоємці.

## Життєпис

### Ранні роки

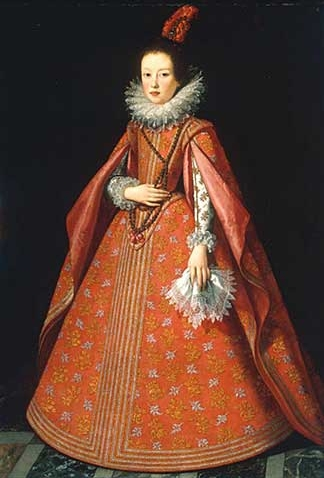
Дитячий портрет пензля Юстуса Сустерманса (1622). Уффіці, Флоренція

Маргарита Медічі народилася у Флоренції 21 травня 1612 року . Вона була другою дочкою і четвертою дитиною в багатодітній родині Козімо II, великого герцога Тоскани і Марії Магдалини Австрійської, ерцгерцогині з дому Габсбургів. Дитинство принцеси пройшло при дворі у Флоренції. Як і всі діти великих герцога і герцогині, вона отримала добру освіту: прекрасно володіла латинською та італійською мовами, розбиралася в літературі, музиці та мистецтві.
14 лютого 1627 принцеса Маргарита була заручена з Одоардо, герцогом Парми і П'яченци, який раніше був заручений з її старшою сестрою, принцесою Марією Крістіною. Попередні заручини тривали сім років і були розірвані через загострення проблем зі здоров'ям у нареченої. В інтересах обох домів було ухвалено рішення про нові заручини.
Династичний шлюб, що закріплював союз між герцогством Парми і великим герцогством Тоскани, не відповідав інтересам Французького королівства, яке прагнуло розширення свого впливу на італійські держави. За порадою першого міністра, кардинала де Рішельє, стара королева Марія Медічі, що доводилася двоюрідною сестрою великому герцогу Тоскани, запропонувала Козімо II віддати принцесу Маргариту за її молодшого сина, Гастона, герцога Орлеана, а за герцога Парми видати принцесу Анну — молодшу дочку великого герцога. План-вдови королеви був підтриманий римським Папою Урбаном VIII, але відкинутий дворами в Пармі і Флоренції.

### Герцогиня і регент
11 жовтня 1628 року в кафедральному соборі Флоренції Маргарита Медічі одружилася з Одоардо I, 5-м герцогом Парми і П'яченци з дому Фарнезе, герцогом Кастро і рончільйоне, сином Рануччо I, герцога Парми і П'яченци та Маргарити Альдобрандіні. . Весільні урочистості продовжилися в Пармі, куди молодята прибули 6 грудня того ж року . На їх честь у театрі Фарнезе була дана прем'єра опери «Меркурій і Марс» на музику Клаудіо Монтеверді і слова Клавдіо Акілліні.   У цьому шлюбі народилися вісім дітей, двоє з яких померли в дитячому віці. За правління Одоардо I та Маргарити в 1630 році вибухнула епідемія чуми, одним з її наслідків стало невдоволення підданих, що підсилилося через контраст між розкішшю двору і податковим тягарем, покладеним на народ, а також через про-французьку політику герцога. Чоловік Маргарити помер від інсульту 12 вересня 1646 року в П'яченці.
Герцогиня-вдова стала регенткою при неповнолітньому синові і правила разом з дівером, кардиналом Франческо Марієй Фарнезе, після смерті якого 12 липня 1647 року, виконувала регентські обов'язки одноосібно. У тому ж році Маргарита зробила паломництво до базиліки Святої хатини в Лорето.
17 вересня 1648 герцог Рануччо II розпочав правити самостійно. Майже відразу між ним і матір'ю виникли розбіжності, поява яких Маргарита приписувала впливу державного секретаря Якопо Гауфрідо. Останнього герцогиня-вдова, не без підстав, вважала французьким шпигуном і недолюблювала ще з часу правління покійного чоловіка. Вона хотіла зробити державним секретарем генерала Франческо Серафіні, який користувався її заступництвом. Нарешті, після поразки у другій війні за герцогство Кастро, їй вдалося домогтися опали Гауфрідо. Його стратили в січні 1650 року в П'яченці.

### Пізні роки
Не склалися стосунки у Маргарити і з обома невістками старшого сина. У квітні 1660 року герцог Рануччо II одружився з принцесою Маргаритою Віолантаю Савойською. Майже відразу між свекрухою та невісткою виникла взаємна ворожнеча. Розбіжності з сином через це загострилися настільки, що він порадив матері повернутися до Флоренції. У жовтні 1660 року їхні відносини остаточно зіпсувалися. Новий рік герцогиня зустріла на самоті. У квітні 1661 року вона поїхала до Флоренції на весілля племінника — наслідного принца Козімо і принцеси Маргарити Луїзи Орлеанської і не поспішала з поверненням. Маргарита приїхала до Парми в серпні 1661 року. Її відносини з сином налагодилися тільки після смерті його першої дружини внаслідок пологів у квітні 1663 року. Через рік Рануччо II поєднувався другим шлюбом з принцесою Ізабеллою д'Есте, до якої його мати відчувала подібну неприязнь.
Відсторонена сином від державних справ, герцогиня вела активну переписку з братами. У своїх листах до них вона писала про те, як розважалася, наприклад, про свої риболовлі та полювання, про своє здоров'я, цікавилася станом здоров'я братів. 1671 року герцогиня-вдова деякий час гостювала в Інсбруку у молодшої сестри Анни Медічі, графині Тіролю і ерцгерцогині Австрії. Свій останній лист вона написала в останній день січня 1679 року.
Маргарита Медічі померла 6 лютого 1671 року в Пармі  і була похована в усипальниці роду Фарнезе в базиліці Богоматері Рятуючої. На згадку про герцогиню в храмах Парми і П'яченци були прочитані епітафії, написані Оттавіо Ланді, Бенедетто Бакчайні і Феліче Ротонді.

## Погляди і захоплення
Все життя Маргарита підтримувала тісні відносини з Флоренцією, куди вона також їздила в 1639 і 1651 роках. Вона була прихильницею зближення позицій будинків Медічі і Фарнезе в зовнішній політиці. При ній пармський двір зазнав сильного впливу флорентійської культури і придворного етикету. Маргарита протегувала балету і музичному театру. На запрошення герцогині в Пармі неодноразово виступав співак Іпполіто Фузаї, що служив у її брата — кардинала Леопольдо Медічі. Вона протегувала також живописцям. Улюбленим художником герцогині був Юстус Сустерманс, який написав кілька її портретів в різному віці. Портрет герцогині 1635 року було написано Франческо Коппа на замовлення кардинала Джанкарло Медічі, ще одного брата Маргарити. З останнім її також об'єднувало захоплення садівництвом.

## Родина
Чоловік — Одоардо I (28.04.1612 — 11.09.1646), герцог Парми і П'яченци з дому Фарнезе
Діти:
- Катерина (02.10.1629 — 11.10.1629) — принцеса Пармська і П'яченська, померла незабаром після народження;
- Рануччо (17.09.1630 — 11.12.1694) — герцог Парми і П'яченци під ім'ям Рануччо II, герцог Кастро і рончільйоне, одружився з принцесою Маргаритою Віолантою Савойськоїю (15.11.1635 — 29.04.1663), вруге — з принцесою Ізабеллою Моденською (03.10.1635 — 17.08.1666) і втретє — з принцесою Марією Моденською (08.12.1644 — 20.08.1684);
- Адессандро (10.01.1635 — 18.02.1689) — принц Пармський і П'яченський, генерал в арміях Венеційської республіки і Іспанського королівства, віце-король Наварри і Каталонії, правитель Нідерландів, адмірал і державний радник Іспанського королівства, мав позашлюбний зв'язок з актрисою і повією Марією де Лао-і-Карільо, від якої мав дітей [11] ;
- Ораціо (24.01.1636 — 02.11.1656) — принц Пармський і П'яченський, генерал армії Венеційської республіки;
- Марія Катерина (03.09.1637 — 27.04.1684) — принцеса Пармська і П'яченцська, прийняла постриг і стала монахінею- кармеліткою під ім'ям Терези Маргарити Втілення в монастирі Святих Антонія і Терези в Пармі [12] ;
- Марія Магдалина (15.07.1638 — 11.03.1693) — принцеса Пармська і П'яченська;
- П'єтро (20.04.1639 — 04.03.1677) — принц Пармський і П'яченський, сеньйор Пенне, Леонесса, Ортон і Чіттадукале;
- Оттавіо (05.01.1641 — 04.08.1641) — принц Пармський і П'яченський, помер невдовзі після народження.